# Move Over (canção de Spice Girls)
"Move Over", também conhecida pelo nome de "Generation Next", é uma canção do girl group britânico Spice Girls presente em seu segundo álbum de estúdio Spiceworld (1997). A canção foi originalmente co-escrita por Clifford Lane e Mary Wood como um jingle da campanha publicitária da PepsiCo "GeneratioNext" e utilizado em anúncios de televisão a partir de janeiro de 1997. Através da agência de publicidade Abbott Mead Vickers BBDO, as Spice Girls assinaram um contrato de endosso com a Pepsi no início de 1997, que consistia no lançamento de CD single exclusivo, comerciais de televisão, presença de promocionais nas embalagens do produto e a realização da primeira apresentação ao vivo do grupo na Turquia.
As Spice Girls co-escreveram com Lane e Wood uma nova versão estendida de "Move Over", que foi produzida por Matt Rowe e Richard Stannard. A nova versão é uma canção dance-pop com influências do pop-rock, que está tematicamente ligada aos conceitos de merchandising e consumismo. As Spice Girls filmaram três anúncios de televisão usando sua própria versão da música e posteriormente a incluíram como uma faixa no Spiceworld, enquanto um CD de uma faixa apresentando uma performance ao vivo da música durante os shows em Istambul foi lançado como single promocional pela Pepsi.
A inclusão de "Move Over" como uma faixa no Spiceworld gerou opiniões mistas dos críticos musicais, enquanto a própria música recebeu uma recepção mista por sua produção e conteúdo lírico. O grupo cantou a música em seu primeiro show ao vivo, posteriormente lançado em vídeo como Girl Power! Live in Istanbul (1998). Também foi adicionado ao setlist do Spiceworld Tour de 1998.

## Antecedentes
Em maio de 1995, as Spice Girls se encontraram com o gerente artístico Simon Fuller, que as assinou com a 19 Entertainment. O grupo considerou uma variedade de gravadoras em Londres e Los Angeles, assinando um contrato com a Virgin Records em julho. Deste ponto em diante até o verão de 1996, as Spice Girls continuaram a escrever e gravar faixas para seu álbum de estreia, previsto para ser lançado no final de 1996. Em 8 de julho de 1996, as Spice Girls lançaram seu primeiro single "Wannabe" no Reino Unido, ficando no topo do UK Singles Chart por sete semanas. Após uma campanha promocional internacional, a música se tornou um sucesso comercial na Ásia, Europa e Oceania. Em outubro, seu segundo single "Say You'll Be There" estreou como número um no Reino Unido. Em 4 de novembro de 1996, as Spice Girls lançaram seu primeiro álbum de estúdio Spice, vendendo 1,5 milhão de cópias no Reino Unido até o final do ano. O terceiro single do álbum, "2 Become 1", liderou o UK Singles Chart em dezembro.
Desde o início das Spice Girls, Fuller imaginou o grupo como sua própria marca particular, e logo depois, elas se envolveram em um fenômeno de marketing sem precedentes que levou a um número prolífico de mercadorias e acordos de patrocínio, uma situação que na época "provou-se inovadora" na música pop. A agência de patrocínio Broadcast Innovations concebeu a ideia de vincular as Spice Girls à campanha publicitária da PepsiCo que estava por vir. A agência posteriormente abordou a Abbott Mead Vickers BBDO (AMV BBDO) em Londres com a estratégia de marketing para o acordo de endosso, que foi então apresentado à Pepsi. As negociações com Fuller começaram em outubro de 1996, para um acordo que inicialmente cobria apenas o Reino Unido e o resto da Europa. No início de 1997, as Spice Girls assinaram um contrato multimilionário com a empresa para liderar sua mais recente campanha publicitária, que foi expandida para 78 países em todo o mundo. Robert Dodds, presidente da 19 Entertainment, comentou sobre a colaboração: "Eles [a Pepsi] foram inteligentes em acreditar nas meninas [...] Elas chegavam cedo, [...] na hora que elas realmente queriam comandar a atividade, as meninas eram a maior coisa do planeta. Isso genuinamente construiu seus negócios globalmente."

## Escrita e lançamento
Em janeiro de 1997, a Pepsi anunciou sua nova campanha de marketing global sob o slogan "GeneratioNext", uma continuação do tema de propaganda "Pepsi Generation". O novo slogan visava substituir as várias frases de efeito usadas nos Estados Unidos, como "Nothing else is a Pepsi", e aquelas usadas nos mercados internacionais, como "Change the script" e "Choice of a new generation". A Pepsi comprou cerca de quatro minutos de tempo comercial durante o Super Bowl XXXI, que aconteceu em 26 de janeiro de 1997. O comercial era rápido e apresentava jovens boxeadores, garçonetes e caçadores de diversão. Brian Swette, vice-presidente executivo e diretor de marketing da Pepsi, descreveu os personagens como "positivos, no controle e reivindicam o futuro - a antítese da Geração X ".
Os anúncios apresentavam o jingle "Move Over", escrito por Mary Wood e Clifford Lane, da agência de publicidade BBDO, da cidade de Nova Iorque. Em entrevista à Billboard, Wood comentou que durante o processo de criação de "Move Over", era mais importante ter uma "ótima música primeiro" antes de qualquer colocação de produto ; ela comentou: "Começamos a escrever todos esses ganchos - 'próxima fase, próxima onda, próxima mania' - para definir o que significava essa ideia de 'Generation Next', e então pensamos: 'Oh, não, o produto. Temos que voltar e pegar o produto.'" A letra da música parodia estilos musicais do passado, como "rave, rap, punk, metal", exortando os ouvintes a não "fazer tudo de novo, porque acabou" (em inglês: don't do it over, cause its over), enquanto abraça a "próxima página, próximo estágio, próxima mania, próxima onda" (em inglês: next page, next stage, next craze, next wave).
As Spice Girls gravaram sua própria versão do jingle para os comerciais que fizeram para a Pepsi, no Abbey Road Studios em Londres. A versão completa não editada de dois minutos e 46 segundos da música foi oficialmente revelada em 6 de outubro de 1997, durante uma coletiva de imprensa em Granada, Espanha, como a sexta faixa do segundo álbum de estúdio do grupo, Spiceworld, previsto para ser lançado em 3 de novembro de 1997. O álbum credita Wood, Lane e as Spice Girls como escritores e a equipe de compositores Richard "Biff" Stannard e Matt Rowe como produtores da música. "Move Over" foi posteriormente incluída como a sexta faixa do álbum de compilação Greatest Hits de 2007 do grupo.

## Composição e letras
Musicalmente, "Move Over" é uma música dance-pop uptempo, com influências do rock. David Sinclair, do The Times, caracterizou a canção como um "hino pop-rock de Joan Jett ", enquanto Greg Kot do Chicago Tribune a descreveu como "rock industrial chiclete". A canção é escrita na tonalidade de Sol menor, com uma fórmula de compasso definida em compasso comum, e se move em um andamento moderado de 104 batidas por minuto. Começa com uma introdução de bateria que é seguida pelo uso repetido da frase "Generation Next" enquanto usa a sequência de Gm–F–C–F como a progressão de acordes. A canção apresenta uma "batida borbulhante" energética, e também um refrão "empolgante" que combina as vozes das Spice Girls com um "acorde metálico poderoso".
A letra da música foi descrita como "promoção de slogans", enquanto tematicamente alguns críticos a vincularam ao merchandising e ao consumismo. Geri Halliwell comentou sobre o significado da música: "É sobre a próxima geração se libertando". O rap "com sotaque inglês, hip-hop ", durante a ponte da música foi descrito por JD Considine do The Baltimore Sun como "levemente funky ". Utiliza rima de associação de palavras com a palavra "geração" ("dedicação; celebração; fenomiação; boa vibração").

## Patrocínio

### Campanha promocional
O acordo de patrocínio assinado entre a Pepsi e as Spice Girls consistia no lançamento de anúncios de televisão de 30 segundos, promoção em lata e garrafa com fotos do grupo e seus primeiros shows ao vivo, supostamente no valor de 1 milhão de euros. A campanha foi veiculada em todo o mundo e ajudou a expandir a marca Spice Girls globalmente, em particular no Sudeste Asiático e nas Américas do Norte e do Sul. Ray Cooper, vice-diretor administrativo da Virgin, comentou sobre o acordo: "São milhões e milhões de libras em publicidade em filmes e televisão que não poderíamos nem contemplar. Mas a Pepsi pode incluir isso em seu plano de jogo." Como parte do acordo, a agência de publicidade britânica Claydon Heeley International planejou o lançamento de "Step to Me" durante o verão de 1997, um CD single exclusivo disponível apenas para clientes que coletaram 20 anéis rosa de latas promocionais de Pepsi, não acessível através de varejistas tradicionais. Isso resultou na empresa resgatando 12.000 aplicativos por dia. Uma extensa campanha também foi veiculada na imprensa nacional e regional britânica, revistas para adolescentes e anúncios de rádio no Pepsi Chart Show da Capital FM.
As Spice Girls filmaram três anúncios de televisão usando sua versão de "Move Over" como parte da campanha. A AMV BBDO começou a filmar os anúncios em março de 1997, com o diretor estadunidense Sam Bayer. Localizada em um beco deserto no centro de Los Angeles, a filmagem exigiu guardas armados para a equipe por causa do cenário ameaçador. Os anúncios mostravam o grupo jogando latas para o alto, bem como cantando e dançando a música enquanto girava em torno de edifícios com um pano de fundo prateado contendo o logotipo da Pepsi. Eles estrearam na primeira semana de junho de 1997 nos Estados Unidos, antes de se expandirem para TVs e cinemas em 60 países. De 12 a 13 de outubro de 1997, as Spice Girls realizaram dois shows ao vivo em Istambul, na Turquia, local escolhido por ser uma das áreas de marketing mais importantes da Pepsi. A empresa distribuiu 40.000 ingressos que, em sua maioria, estavam disponíveis apenas para os vencedores de uma das maiores competições já organizadas na Europa.

### Consequências
No final de julho de 1997, 92 milhões de embalagens promocionais de latas e garrafas de Pepsi com as Spice Girls foram produzidas em todo o mundo. Britvic, detentora da franquia da Pepsi no Reino Unido, estimou que entre 450 mil e 600 mil CDs de "Step to Me" foram adquiridos durante a campanha, tornando-se a promoção de embalagem de maior sucesso na história do mercado britânico de refrigerantes. No Reino Unido, as vendas da Pepsi aumentaram 30% durante a semana de promoção dos shows em Istambul. Simon Lowden, diretor de marketing da Pepsi Europe, comentou que, em outubro de 1997, a empresa alcançou uma participação de volume de 23,5% acima dos 18,7% habituais no país, enquanto no resto da Europa sua participação no mercado de cola atingiu 20%, aumentando em até 1,6% desde o início da campanha promocional com as Spice Girls.
Em novembro de 1997, a Pepsi assinou um novo contrato com o grupo para uma campanha promocional europeia durante os primeiros meses de 1998. Semelhante ao acordo anterior, ofereceu aos consumidores a chance de coletar CDs ao vivo exclusivos das Spice Girls e três outros artistas, Coolio, Hanson e Eternal, reunindo 18 abas de latas de Pepsi. A empresa apoiou a campanha com anúncios na TV, na imprensa e em cartazes durante maio e junho de 1998. O grupo lançou um CD single promocional de uma faixa apresentando uma performance ao vivo da música retirada de seus shows em Istambul como "Move Over/GeneratioNext (Live)".

## Recepção e críticas
Os críticos musicais tiveram posições divergentes sobre a inclusão de "Move Over" no Spiceworld. Ian Watson, peloMelody Maker, chamou a música de "anúncio estendido" e a considerou uma das faixas que "estragam o que poderia ter sido um disco sublime". Escrevendo para a revista Slate, David Plotz observou que a música "é o que os empresários chamam de sinergia e os músicos chamam de prostituição. Seja o que for, vale a pena." O crítico musical da Hartford Courant, Roger Catlin, criticou a adição, comentando que as Spice Girls parecem ser "felizmente cegas ao exagero comercial de transformar seu comercial da Pepsi em uma faixa própria". Considine, do The Baltimore Sun, teve uma impressão semelhante, perguntando-se se "algum deles se rebaixa a adicionar um jingle ao repertório". Jim Sullivan, do The Boston Globe, não se preocupou com a adição, pois pensou que "não há credibilidade a perder. As paredes entre o comercialismo aberto e a música pop são muito finas de qualquer maneira." Ruth Kinane, da Entertainment Weekly, acredita que "Move Over" ajudou a "abrir caminho para colaborações de marketing pop/produto ainda mais aceitáveis para as próximas gerações". Alexis Petridis, do The Guardian, sentiu que é "um pouco difícil de ouvir como uma música, em vez de um jingle publicitário". David Wild da revista Rolling Stone teve uma opinião mais positiva, chamando a faixa de "uma ótima promoção cruzada de uma música", enquanto Deborah J. Wolfinsohn do Austin American-Statesman caracterizou a colaboração como "uma bizarra e completamente moderna sensação".
A música em si foi recebida com opiniões mistas dos críticos. Sarah Davis, do Dotmusic, considerou "Move Over" uma das "faixas mais esperadas do álbum, embora uma das mais repetitivas". A crítica do Los Angeles Times, Natalie Nichols, considerou-a o "número mais envolvente" do álbum, uma opinião compartilhada por Scott Schinder, do Newsday, que destacou a canção como uma das "faixas mais atraentes" do álbum. Em uma análise de todo o catálogo do grupo, Anne T. Donahue para o Vulture.com, classificou a faixa como sua sexta melhor música, descrevendo-a como "um hino tão poderoso que inspirou inúmeros ouvintes [...] a abandonar a Coca-Cola pela Pepsi". Ilana Kaplan, da revista Billboard, achou que a música era "o hino perfeito para a geração Y". Caroline Sullivan, do The Guardian, comentou que de todas as canções do Spiceworld "apenas 'Stop' e 'Move Over' atingem seu potencial vulgar". David Browne da Entertainment Weekly estava indeciso sobre a faixa; embora ele o tenha descrito como "um canto ridiculamente vago pela união universal", Browne acrescentou que "de repente o coração toma conta e você se encontra deitado em frente aos alto-falantes estéreo curvando-se diante das grandes deusas do Spice". Edna Gundersen, escrevendo para o USA Today, teve uma visão mais crítica da música, chamando-a de "canto cansativo que incita a 'generation next'" e apontou-a como um exemplo do "fluxo de conversas clichês de 'girl power' do álbum". Ao avaliar Spiceworld, Craig D. Lindsey do Houston Press chamou "Move Over" de uma das "duas canções irritantes" do álbum, enquanto Charlie Porter do The Times a descartou como a "canção horrível de seu anúncio da Pepsi".

## Performances ao vivo
Em outubro de 1997, as Spice Girls tocaram "Move Over" como parte do bis de seu primeiro show ao vivo na Abdi İpekçi Arena em Istambul. Para a apresentação, o grupo voltou ao palco após um pequeno intervalo, vestindo macacões prateados enquanto os telões de fundo mostravam visuais do logotipo da Pepsi. O show foi transmitido no Showtime em um show especial pay-per-view intitulado Spice Girls in Concert: Wild!, e mais tarde incluído no VHS e DVD Girl Power! Live in Istanbul (1998). As Spice Girls adicionaram a música ao setlist do Spiceworld Tour de 1998. Durante a apresentação, o grupo retratou supermodelos em uma passarela, vestidas com roupas exageradas desenhadas pelo estilista britânico Kenny Ho. Um grupo de dançarinos vestidos com casacos pretos fizeram o papel de fotógrafos ao lado de um desfile. A música foi incluída no setlist do Spice World – 2019 Tour como parte do primeiro interlúdio.

## Formato e lista de faixas
- CD promocional do Reino Unido/Europa[56]

1. "Move Over/GeneratioNext" (Live) – 5:30

## Créditos e pessoal
| - Spice Girls – letras, vocais - Clifford Lane – letras - Mary Wood – letras - Matt Rowe – produção, teclado, programação - Richard Stannard – produção | - Mark "Spike" Stent – mixagem de áudio - Adrian Bushby – engenharia de áudio - Paul "P. Dub" Walton – assistente - Pete Davis – programação adicional - Jake Davies – engenharia adicional |